# 小沢和之
小沢 和之（おざわ かずゆき、1969年6月18日 - ）は、日本の俳優。大阪府出身。ホーリーピーク所属。

## 出演作品

### 映画
2008年
- 容疑者Xの献身（西谷弘監督） - ホームレスの缶男 役
- ザ・マジックアワー（三谷幸喜監督） - タクシーの運転手 役
- 母べえ（山田洋次監督） - ヤクザの組員 役

2009年
- 沈まぬ太陽 - 整備士 役

### 短編映画
- いのち（ウマロフ=ブニョード監督） - 自殺を図るリストラされた男 役（主演）
- 夜明けの記憶（大橋祥正監督） - 荒川専務 役

### 声優
- ラジオCM「ワンダモーニングショット」
- TVアニメひぐらしのなく頃に 解（番犬隊長）
- 杉並アニメーションミュージアム3周年記念作品「不思議の国のワンダーサム」 - 竜、ハリネズミ 役
- ボイスオーバー　環境ドキュメンタリー「CHOOSING OUR FUTURE：地球の未来を考える」（ECO-FILM FESTIVAL2008）吹き替え
- JUDGE EYES:死神の遺言 - 桜庭 役

### CMナレーション
- 日立W000
- 三菱パジェロ

### 映像
- マネー・ドロー（香月秀之監督） - トオル 役
- 探偵事務所5（中井庸友監督） - 探偵556 役

### 舞台
- オイルサーティズ（小劇場界より30代の看板役者を集結）
  - 泥棒温泉 - 演歌歌手 役
  - D・ミリガンの客 - ホテルオーナー 役（主演）
- 劇団6番シード
  - VOICE ACTOR - 前田屋七 役（主演）
  - ミキシングレディオ　Rside - 奥平勝男 役
  - 0:44（ゼロヨンヨン）の終電車 - 堀田努 役（主演）
  - Call me Call you - 県警捜査一課課長 大楽勝成 役
  - ブルーテントクリスマス - 先生 役
  - 最後の一フィート - 間利夫 役
  - アルペジオ - ギター漫談師 役
  - 露の見た夢 - 邦司コンパーレ 役
  - ラストシャッフル - 横田恭平 役（主演）
  - ギブミー・テンエン昭和29年のクリスマス〜 - 水丘信 役
  - テンリロ☆インディアン〜BOYS〜 - 星渡祥 役
  - 傷心館の幽霊 - リリー 役
  - ペーパーカンパニー・ゴーストカンパニー - 新聞社局長 役
  - コンクリートダイブ - 阪木 役
  - 紅い華のデ・ジャ・ヴュー - 爺さん、船頭 役
  - Fun Traps - 花田昇一 役
  - 百年の夜が明ける朝 - 甲斐堂勝 役
  - 星より昴く - 轟龍二 役（主演）
  - 桐の林で二十日鼠を殺すには - 天宮良造 役
  - 露の見た夢 - ハンガス 役
  - 傷心館の幽霊 - 銀次 役
  - 紅い華のデ・ジャ・ヴュー - お釈迦様 役（声の出演）
- 座☆風流堂
  - 華と影〜二人半蔵〜 - 白蝋鬼 役
- Time Produce
  - eye〜西遊記外伝〜 - 牛魔王 役
- 舞台芸術学院　別科　演劇部卒業公演
  - 天神様のほそ道 - おもちゃ屋、風船屋 役
- 劇団フジ
  - 流れる星は生きている - 王谷 役